# DVCPRO P2
Este artículo trata sobre las Tarjetas P2. Para el artículo sobre la Logia P2, véase Propaganda Due.
DVCPRO P2 o tarjeta P2 (donde P2 es una simplificación de Professional Plug-in) es un soporte de grabación de señales de vídeo basado en tarjetas de memoria de estado sólido, desarrollado por Panasonic como sustitutivo de la grabación en cinta. Puede almacenar diferentes tipos de señales dentro de la familia DV: DV estándar, DVCPro (25Mbps) DVCPro50 (50Mbps) y DVCProHD (100Mbps) de alta definición.
A diferencia de la grabación en cinta, en las tarjetas P2 se graban archivos informáticos del formato MXF, lo que permite su fácil integración dentro de un sistema de edición no lineal, puesto que no es necesario realizar la "captura" de la cinta al PC, reduciéndose el tiempo para acceder al material grabado. Igualmente se comercializan reproductores de tarjetas P2 similares a los magnetoscopios de cinta, para la reproducción en un entorno de vídeo tradicional.
Físicamente, las tarjetas P2 disponen de una interfaz PCMCIA estándar, para su fácil integración en sistemas informáticos, aunque en su interior realmente alojan varias tarjetas SD (Secure Digital, formato propietario de Panasonic).

## Valoración
Sus principales ventajas con respecto a otros soportes son su menor tamaño, mayor resistencia a la vibración, las temperaturas, el polvo y el desgaste mecánico así como una velocidad de transferencia de los archivos ultrarrápida.
Sin embargo, como desventaja con respecto a otros formatos están su mayor precio, menor tiempo de grabación por soporte (depende del desarrollo de tarjetas de mayor capacidad que Panasonic tiene programado), y mayor dificultad para archivar las grabaciones.
No obstante, una de las características novedosas del sistema P2 es que los productos de este formato, al tener varias ranuras para tarjetas y poder intercambiar las que no están siendo utilizadas, puede teóricamente grabar continuamente sin interrupciones. Una vez llena la tarjeta número 1, la grabación pasa automáticamente a la tarjeta 2 y mientras se puede cambiar la tarjeta alojada en la ranura 1 para volver a ser grabada cuando se agoten las demás.
- Datos: Q1546620